# Euphorbia barbicollis
Euphorbia barbicollis ist eine Pflanzenart aus der Gattung Wolfsmilch (Euphorbia) in der Familie der Wolfsmilchgewächse (Euphorbiaceae).

## Beschreibung
Die sukkulente Euphorbia barbicollis bildet aus einer knolligen, 12 Zentimeter langen und 4 Zentimeter breiten Wurzel ausdauernde krautige Pflanzen mit wenigen, etwa 5 Millimeter dicken Sprossen aus. Die kletternden Triebe werden bis 1 Meter lang und sind nur wenig verzweigt. Sie werden etwa 2 Millimeter dick, sind mit wenigen Haaren besetzt und vergänglich. Die linealischen Blätter werden 35 Millimeter lang und 3 Millimeter breit. Sie sind sukkulent und gering behaart.
Es werden einzelne Cyathien ausgebildet, die etwa 7 Millimeter groß werden und nahezu sitzend sind. Die fünf elliptischen Nektardrüsen besitzen an den äußeren Rändern zwei bis vier, bis 1,3 Millimeter lange Anhängsel. An der Basis der kurzen Stiele der Nektardrüsen befindet sich jeweils ein Büschel von kurzen Haaren. Die längliche Frucht wird etwa 5 Millimeter groß, ist mit Haaren besetzt und steht an einem herausragenden und zurückgebogenem Stiel der bis 6 Millimeter lang wird. Der längliche Samen wird 3 Millimeter lang und 2 Millimeter breit. Auf der runzeligen Samenoberfläche befindet sich eine kleine Anzahl großer, flacher Warzen. Das Samenanhängsel wird 0,75 Millimeter breit.

## Verbreitung und Systematik
Euphorbia barbicollis ist im Nordosten von Somalia verbreitet.
Die Erstbeschreibung der Art erfolgte 1965 durch Peter René Oscar Bally.